# فرس البحر الكبير
فرس البحر الكبير (الاسم العلمي: Hippocampus kelloggi) (بالإنجليزية: Great seahorse)‏ هو نوع من الأسماك يتبع جنس فرس البحر من فصيلة زمارات البحر.